# Dwór (Janki)
Dwór – część wsi Janki w Polsce położona w województwie mazowieckim, w powiecie wyszkowskim, w gminie Somianka.
W latach 1975–1998 Dwór należał administracyjnie do województwa ostrołęckim.